# Blaue Annalen
| Tibetische Bezeichnung                                |
| ----------------------------------------------------- |
| Tibetische Schrift: དེབ་ཐེར་སྔོན་པོ                        |
| Wylie-Transliteration: deb ther sngon po              |
| Aussprache in IPA: [tʰèpteː ŋø̀mpo]                    |
| Offizielle Transkription der VRCh: Têbdêr Ngoinbo     |
| THDL-Transkription: Depter Ngönpo                     |
| Andere Schreibweisen: Debther Ngönpo; Thepther Ngönpo |
| Chinesische Bezeichnung                               |
| Traditionell: «青史»                                  |
| Vereinfacht: «青史»                                   |
| Pinyin:Qīng shǐ                                       |

Die Blauen Annalen sind eines der bekanntesten und wichtigsten Werke der traditionellen tibetischen Geschichtsschreibung.

## Aufbau und Inhalt
Das Werk besteht aus 15 Kapiteln und 102 Abschnitten und stellt vor allem die Verbreitung des Buddhismus in Tibet vom 11. bis 15. Jahrhundert dar.

## Geschichte
Der Autor Gö Lotsawa (1392–1481) vollendete das Werk im Jahr 1476. Der erste Blockdruck wurde schon Anfang der 1480er-Jahre hergestellt.
Die englische Übersetzung, die der sowjetische Sinologe Ju. N. Rjorich mit Hilfe des tibetischen Gelehrten Gendün Chöpel erarbeitete, war eine Sensation für die westliche Tibetologie und ist bis heute ein Klassiker.
Die chinesische Übersetzung von Guo Heqing entstand 1985 wahrscheinlich ohne Hilfe der englischen Fassung von Rjorich.

## Moderne Ausgaben
- དེབ་ཐེར་སྔོན་པོ (Chengdu, སི་ཁྲོན་མི་རིགས་དཔེ་སྐྲུན་ཁང / Sìchuān mínzú chūbǎnshè 四川民族出版社 1984), 2 Bde.

## Übersetzungen
- George Nicholas Roerich:[3] The Blue Annals. 2 Bände. 2. Auflage. Motilal Banarsidass, Delhi 1996, ISBN 81-208-0471-6.
- Guō Héqīng 郭和卿: Qīng shǐ 青史. བོད་ལྗོངས་མི་དམངས་དཔེ་སྐྲུན་ཁང / Xīzàng rénmín chūbǎnshè 西藏人民出版社, Lhasa 2003, ISBN 7-223-01403-2.
- О. В. Альбедиля, Е. Ю. Харьковой: Deb-ther sNgon-po. История буддизма в Тибете, VI–XV вв. Евразия, Sankt Petersburg 2001, ISBN 5-8071-0092-1.